# کداک رتینا رفلکس
کداک رتینا رفلکس (به انگلیسی: Kodak Retina Reflex) یک دوربین عکاسی تک‌لنزی بازتابی ۳۵ میلی‌متری ساخت شرکت کداک است.